# 和辻哲郎
和辻 哲郎（わつじ てつろう、1889年〈明治22年〉3月1日 - 1960年〈昭和35年〉12月26日）は、日本の哲学者・倫理学者・文化史家・日本思想史家。『古寺巡礼』『風土』などの著作で知られ、その倫理学の体系は和辻倫理学と呼ばれる。法政大学教授・京都帝国大学教授・東京帝国大学教授を歴任。日本倫理学会会員。文化勲章受章。
兵庫県出身。東大哲学科卒。ニーチェなど西洋哲学を研究。奈良の寺院建築や仏像の美を再発見し、『古寺巡礼』(1919年)も人気を博す。『人間の学としての倫理学』(1934年)で新しい倫理学の体系を構築。『風土』(1935年)、『面とペルソナ』(1937年)も名高い。

## 人物

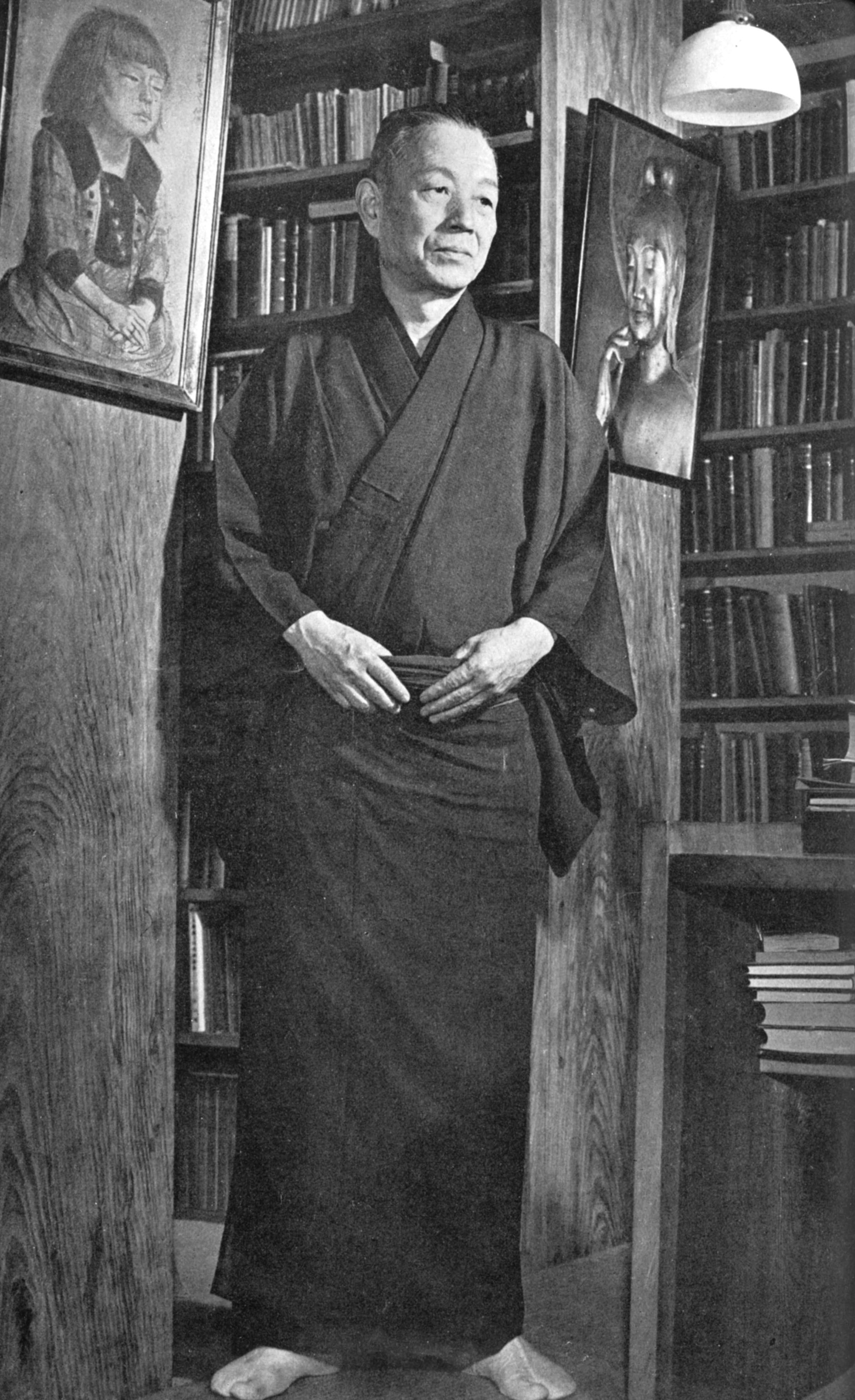
着物姿の和辻（田村茂撮影）

日本的な思想と西洋哲学の融合、あるいは止揚とでもいうべき境地を目指した稀有な哲学者と評価される。主著の『倫理学』は、近代日本における独創性を備えた最も体系的な哲学書の一つであると言われている。
西田幾多郎などと同じく日本独自の哲学体系を目指した京都学派の一人として扱われることがある一方で、東京帝国大学文学部倫理学教室教授でもあり、相良亨、金子武蔵、湯浅泰雄らを始め後進を多く育てた。現在でも高校倫理の教科書では、『風土』の「モンスーン型」や『日本倫理思想史』の「祀る神・祀られる神」といった、和辻倫理学に基づいた記述がなされている。
1988年度より（生誕百年記念を期し）姫路市の主催で和辻哲郎文化賞が、人文系著作に毎年授与されている。
和辻の全蔵書は、1961年に多くの仕事を共にした谷川徹三（法政大学教授ほか）の仲介で法政大学に寄贈された。長らく未整備だったが、1985年に法政大学図書館長となった浜田義文が中心となり、整理が開始され、1994年に「法政大学和辻哲郎文庫目録」がまとめられた。浜田は「和辻文庫の生命は、和辻の読んだ書物への書き込みにあるといって過言でない」と述べている。
『和辻哲郎全集』は校訂の際、旧字体から新字体、旧仮名遣いから現代仮名遣いへ改められ、読みやすくなった一方で学術書としては批判を受けている。

## 経歴
- 1889年 - 兵庫県神崎郡砥堀村（とほりむら）仁豊野（にぶの）（現：姫路市仁豊野）にて誕生。
  - 出身校である姫路市立砥堀小学校には和辻の『ちから』の碑[3][4]が建つ。
- 1906年 - 旧制姫路中学校（現：兵庫県立姫路西高校）卒業。
- 1909年 - 第一高等学校卒業。
  - 同年、後藤末雄、大貫晶川、木村荘太、谷崎潤一郎、芦田均らとともに同人誌、第二次『新思潮』に参加、第一号に載せたのは戯曲「常盤」。以後も、バーナード・ショーの翻訳などをするが、次第に文学から遠ざかる。谷崎の才能に及ばないと感じたからといわれる。
- 1912年 - 東京帝国大学文科大学哲学科卒業、同大学院進学。ラファエル・ケーベルを尊敬し、卒論を読んでもらいたいが為に英語で執筆した[注 1]。
静かな環境のもとで卒論に取り組むため、高座郡藤沢町（現：藤沢市）鵠沼にあった後輩高瀬弥一邸の離れを借りて執筆する。卒論完成と同時に高瀬弥一の妹、照に求婚した。
  - 同年、高瀬照と結婚。阿部次郎との親密な交流が始まる、また安倍能成とも終生交流した。
- 1913年 - 紹介を得て夏目漱石の漱石山房を訪れるようになる。『ニイチェ研究』を出版。
  - 漱石の『倫敦塔』に強い感銘を受けた和辻は、熱烈な敬慕の情をしたためた手紙を書き送った[5]。
- 1915年 - 藤沢町鵠沼の妻・照の実家の離れに1918年まで住む。
この間、別の離れに安倍能成、阿部次郎も住み、交流。小宮豊隆・森田草平・谷崎潤一郎・芥川龍之介らの来訪を受ける。
- 1916年 - 漱石および岳父高瀬三郎の死。この時期、日本文化史に深い関心を寄せ始める。
- 1917年 - 奈良を旅行し、古寺を巡る。
- 1918年 - 東京市芝区に転居。
- 1919年 - 『古寺巡礼』を出版。
- 1920年 - 東洋大学講師
- 1921年 - 雑誌『思想』の編集に参画を始める。
- 1922年 - 法政大学教授
- 1925年 - 京都帝国大学助教授。京都市左京区に転居。
- 1927年 - ドイツ留学。(～1928年)
- 1928年 - 絶交事件（留学で留守中に阿部次郎が照夫人へ横恋慕したとして、阿部と絶交する）
- 1929年 - 龍谷大学講師兼務。
- 1931年 - 京都帝国大学教授[注 2]
- 1932年 - 大谷大学教授兼務、京都大学より文学博士号取得　「原始仏教の実践哲学」。
- 1934年 - 東京帝国大学文学部倫理学講座教授。東京市本郷区に転居。

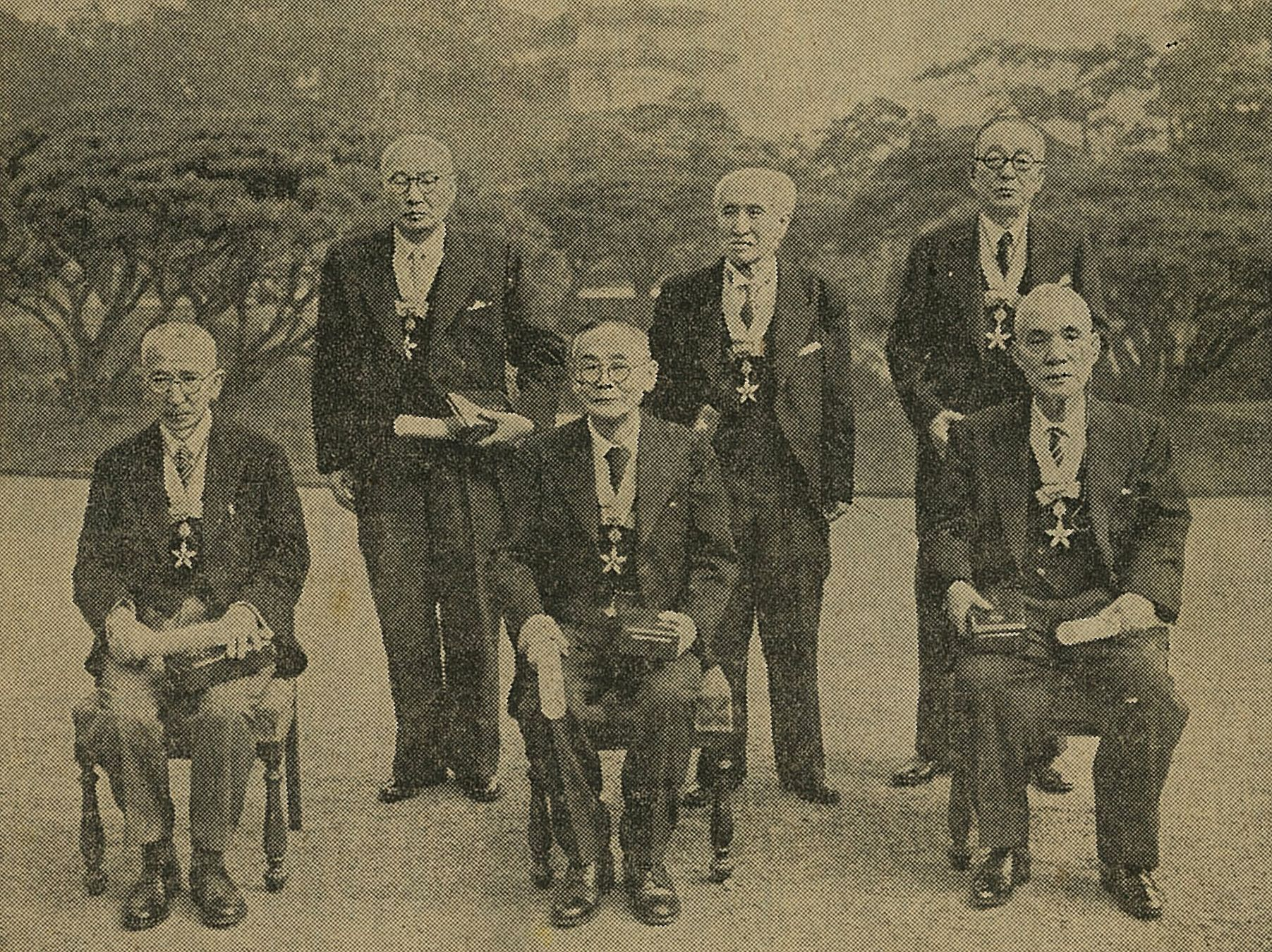
文化勲章授与式、後列右側が和辻哲郎

- 1936年 - 『国体の本義』編纂委員を務める[7]。
- 1943年 - 宮中にて進講、講題は「尊皇思想とその伝統」。
- 1945年 - 雑誌『世界』の創刊に関わる。文部省が設置した公民教育刷新委員会の委員に就任[8]。

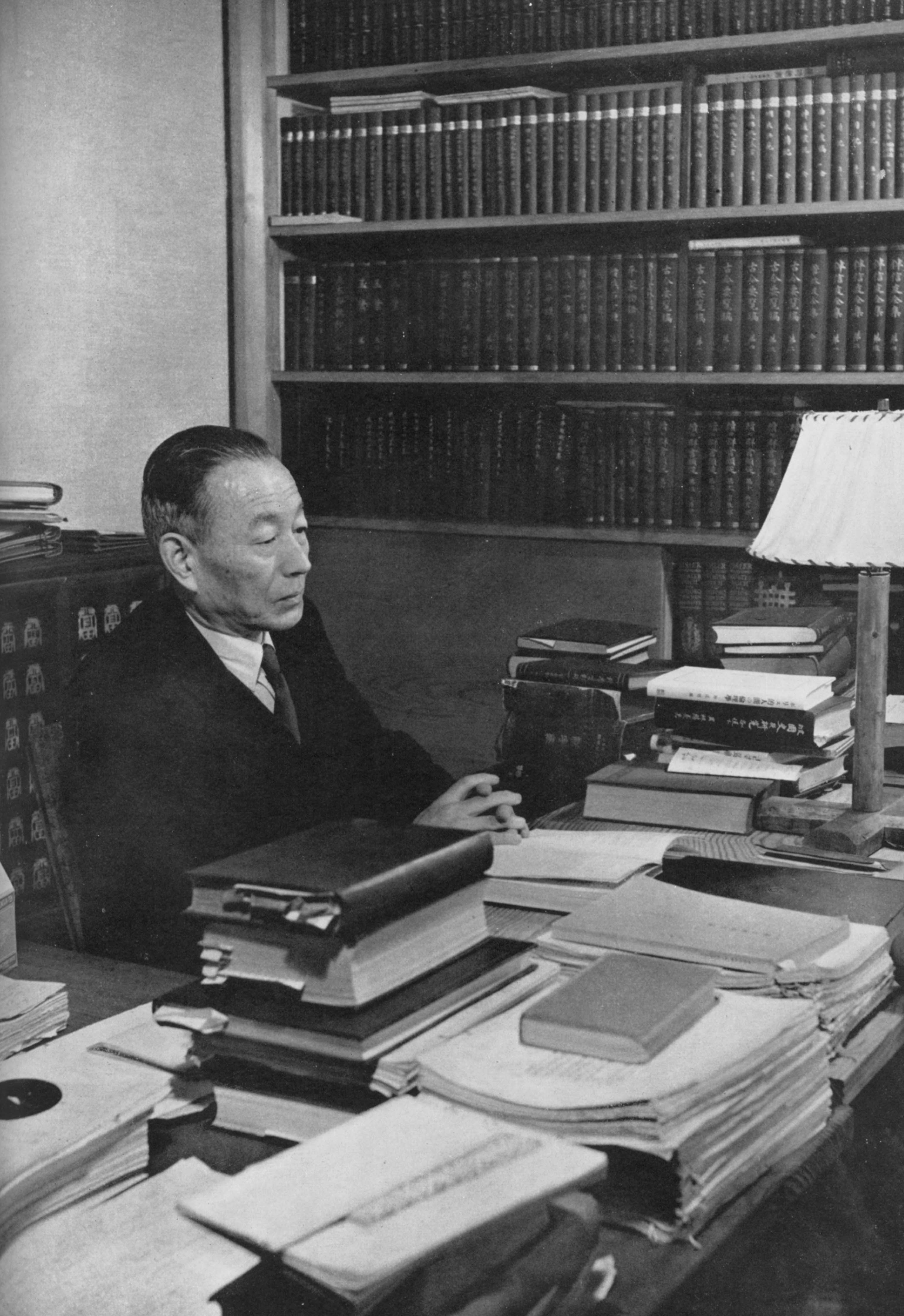
1949年（土門拳撮影）

- 1949年 - 定年退官。日本学士院会員。同年、昭和天皇に『倫理学の一環としての世界史』を10回にわたり連続進講する[9]。
- 1950年 - 日本倫理学会を創設し会長に就任（死去まで）。同年、昭和天皇に著書『鎖国』について進講する[10]。
- 1951年 - 『鎖国』で読売文学賞。賞金は倫理学会に寄贈した。
- 1953年 - 『日本倫理思想史』で毎日出版文化賞
- 1955年 - 秋に文化勲章受章。
- 1958年 - 皇太子妃となる正田美智子の妃教育の講師を務めた。
- 1960年 - 心筋梗塞により練馬区南町の自宅で死去。墓所は鎌倉市山ノ内の東慶寺。戒名は明徳院和風良哲居士[11]。

## 親族

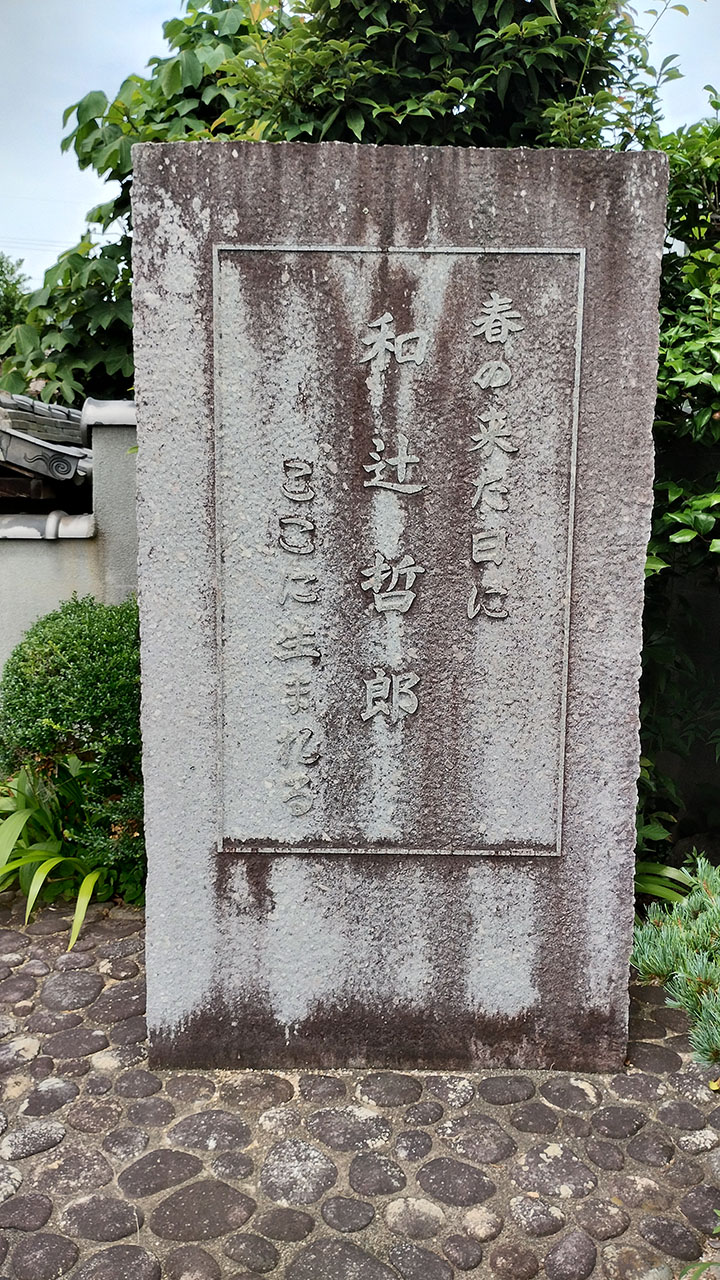
和辻哲郎生家の碑（姫路市仁豊野、国道312号沿い）

父親は神崎郡砥堀村仁豊野（現：姫路市仁豊野）の医師・和辻瑞太郎で、和辻家は代々続く医家の家系であった。瑞太郎は「医は仁術」を体現したような人物で、明治に入っても東京に出ていこうともせず、丹羽篠山の山奥で農民の医療に生涯を捧げた。瑞太郎の弟に京都大学医学部耳鼻咽喉科初代教授の和辻春次がおり、その子供には大阪商船専務、京都市長、造船協会理事長などを務めた和辻春樹（船舶工学者）と、朝日新聞記者の和辻廣樹（歌手のロミ・山田の実父）、岡山医大学長・田中文夫に嫁いだ娘のみつがいる。母親のまさは印南郡神吉村の庄屋の娘で、その甥に最高裁判所判事の田中二郎がいる。
妻の照子（1889年 - 1977年）は横浜の貿易商・高瀬三郎の娘で、友人高瀬弥一の妹である。結婚時に持参金として照子の父から鵠沼の土地1万坪を贈られる。長女の京子（1914年 - 2013年）は社会学者の尾高邦雄に嫁し、経済学者の尾高煌之助をもうけた。京子は幼少のころ中勘助に偏愛されたことでも知られる。邦雄の兄尾高朝雄は東京帝国大学法学部を出たあと、和辻在任中の京都大学哲学科で学んでいる。長男の夏彦（1921年 - 1979年）は武蔵高等学校中学校教師（倫理）、目白学園女子短期大学教授などを務めた。夏彦の妻の和辻雅子（1926年 - 2013年）は夫の没後、東宮女官として美智子妃に仕え、1985年からは宮内庁御用掛や侍従職御用掛として紀宮に仕えた。和辻との共訳書もある林達夫は和辻と相婿の義兄弟（妻の妹の夫）である。
和辻夫妻が暮らした練馬の自宅は神奈川県秦野にあった江戸時代後期の民家を移築したもので、1961年に川喜多長政・かしこ夫妻が購入して鎌倉に再移築し、来日した映画関係者を迎える場として使われた。映画『東京画』（1985年）の撮影にも使用された。その後鎌倉市の所有となり、2000年には景観重要建造物に指定され、春夏に公開されている。

### 系図
|  |  | □          | □          | □          | □          | □          | □          |  |  | 田中二郎 | 田中二郎 | 田中二郎 | 田中二郎 | 田中二郎 | 田中二郎 |  |  | 尾高朝雄 他 | 尾高朝雄 他 | 尾高朝雄 他 | 尾高朝雄 他 | 尾高朝雄 他 | 尾高朝雄 他 |  |  |            |            |            |            |            |            |  |  |
|  |  | □          | □          | □          | □          | □          | □          |  |  | 田中二郎 | 田中二郎 | 田中二郎 | 田中二郎 | 田中二郎 | 田中二郎 |  |  | 尾高朝雄 他 | 尾高朝雄 他 | 尾高朝雄 他 | 尾高朝雄 他 | 尾高朝雄 他 | 尾高朝雄 他 |  |  |            |            |            |            |            |            |  |  |
|  |  | まさ       | まさ       | まさ       | まさ       | まさ       | まさ       |  |  |          |          |          |          |          |          |  |  | 尾高邦雄    | 尾高邦雄    | 尾高邦雄    | 尾高邦雄    | 尾高邦雄    | 尾高邦雄    |  |  |            |            |            |            |            |            |  |  |
|  |  | まさ       | まさ       | まさ       | まさ       | まさ       | まさ       |  |  |          |          |          |          |          |          |  |  | 尾高邦雄    | 尾高邦雄    | 尾高邦雄    | 尾高邦雄    | 尾高邦雄    | 尾高邦雄    |  |  |            |            |            |            |            |            |  |  |
|  |  |            |            |            |            |            |            |  |  | 和辻哲郎 | 和辻哲郎 | 和辻哲郎 | 和辻哲郎 | 和辻哲郎 | 和辻哲郎 |  |  |             |             |             |             |             |             |  |  | 尾高煌之助 | 尾高煌之助 | 尾高煌之助 | 尾高煌之助 | 尾高煌之助 | 尾高煌之助 |  |  |
|  |  |            |            |            |            |            |            |  |  | 和辻哲郎 | 和辻哲郎 | 和辻哲郎 | 和辻哲郎 | 和辻哲郎 | 和辻哲郎 |  |  |             |             |             |             |             |             |  |  | 尾高煌之助 | 尾高煌之助 | 尾高煌之助 | 尾高煌之助 | 尾高煌之助 | 尾高煌之助 |  |  |
|  |  | 和辻瑞太郎 | 和辻瑞太郎 | 和辻瑞太郎 | 和辻瑞太郎 | 和辻瑞太郎 | 和辻瑞太郎 |  |  |          |          |          |          |          |          |  |  | 京子        | 京子        | 京子        | 京子        | 京子        | 京子        |  |  |            |            |            |            |            |            |  |  |
|  |  | 和辻瑞太郎 | 和辻瑞太郎 | 和辻瑞太郎 | 和辻瑞太郎 | 和辻瑞太郎 | 和辻瑞太郎 |  |  |          |          |          |          |          |          |  |  | 京子        | 京子        | 京子        | 京子        | 京子        | 京子        |  |  |            |            |            |            |            |            |  |  |
|  |  |            |            |            |            |            |            |  |  | 照子     | 照子     | 照子     | 照子     | 照子     | 照子     |  |  | 和辻夏彦    | 和辻夏彦    | 和辻夏彦    | 和辻夏彦    | 和辻夏彦    | 和辻夏彦    |  |  |            |            |            |            |            |            |  |  |
|  |  |            |            |            |            |            |            |  |  | 照子     | 照子     | 照子     | 照子     | 照子     | 照子     |  |  | 和辻夏彦    | 和辻夏彦    | 和辻夏彦    | 和辻夏彦    | 和辻夏彦    | 和辻夏彦    |  |  |            |            |            |            |            |            |  |  |
|  |  |            |            |            |            |            |            |  |  | 高瀬弥一 |          |          |          |          |          |  |  |             |             |             |             |             |             |  |  |            |            |            |            |            |            |  |  |
|  |  |            |            |            |            |            |            |  |  |          |          |          |          |          |          |  |  |             |             |             |             |             |             |  |  |            |            |            |            |            |            |  |  |
|  |  |            |            |            |            |            |            |  |  | 芳       | 芳       | 芳       | 芳       | 芳       | 芳       |  |  | 雅子        | 雅子        | 雅子        | 雅子        | 雅子        | 雅子        |  |  |            |            |            |            |            |            |  |  |
|  |  |            |            |            |            |            |            |  |  | 芳       | 芳       | 芳       | 芳       | 芳       | 芳       |  |  | 雅子        | 雅子        | 雅子        | 雅子        | 雅子        | 雅子        |  |  |            |            |            |            |            |            |  |  |
|  |  |            |            |            |            |            |            |  |  |          |          |          |          |          |          |  |  | 林巳奈夫    |             |             |             |             |             |  |  |            |            |            |            |            |            |  |  |
|  |  |            |            |            |            |            |            |  |  |          |          |          |          |          |          |  |  |             |             |             |             |             |             |  |  |            |            |            |            |            |            |  |  |
|  |  |            |            |            |            |            |            |  |  | 林達夫   |          |          |          |          |          |  |  |             |             |             |             |             |             |  |  |            |            |            |            |            |            |  |  |
|  |  |            |            |            |            |            |            |  |  |          |          |          |          |          |          |  |  |             |             |             |             |             |             |  |  |            |            |            |            |            |            |  |  |
|  |  |            |            |            |            |            |            |  |  | 山田眞一 |          |          |          |          |          |  |  |             |             |             |             |             |             |  |  |            |            |            |            |            |            |  |  |
|  |  |            |            |            |            |            |            |  |  |          |          |          |          |          |          |  |  |             |             |             |             |             |             |  |  |            |            |            |            |            |            |  |  |
|  |  |            |            |            |            |            |            |  |  |          |          |          |          |          |          |  |  |             |             |             |             |             |             |  |  |            |            |            |            |            |            |  |  |
|  |  | 大垣丈夫   | 大垣丈夫   | 大垣丈夫   | 大垣丈夫   | 大垣丈夫   | 大垣丈夫   |  |  | □        | □        | □        | □        | □        | □        |  |  |             |             |             |             |             |             |  |  |            |            |            |            |            |            |  |  |
|  |  | 大垣丈夫   | 大垣丈夫   | 大垣丈夫   | 大垣丈夫   | 大垣丈夫   | 大垣丈夫   |  |  | □        | □        | □        | □        | □        | □        |  |  |             |             |             |             |             |             |  |  |            |            |            |            |            |            |  |  |
|  |  |            |            |            |            |            |            |  |  |          |          |          |          |          |          |  |  | ロミ・山田  |             |             |             |             |             |  |  |            |            |            |            |            |            |  |  |
|  |  |            |            |            |            |            |            |  |  |          |          |          |          |          |          |  |  |             |             |             |             |             |             |  |  |            |            |            |            |            |            |  |  |
|  |  |            |            |            |            |            |            |  |  | 和辻廣樹 |          |          |          |          |          |  |  |             |             |             |             |             |             |  |  |            |            |            |            |            |            |  |  |
|  |  |            |            |            |            |            |            |  |  |          |          |          |          |          |          |  |  |             |             |             |             |             |             |  |  |            |            |            |            |            |            |  |  |
|  |  | 和辻春次   | 和辻春次   | 和辻春次   | 和辻春次   | 和辻春次   | 和辻春次   |  |  | 和辻春樹 | 和辻春樹 | 和辻春樹 | 和辻春樹 | 和辻春樹 | 和辻春樹 |  |  |             |             |             |             |             |             |  |  |            |            |            |            |            |            |  |  |
|  |  | 和辻春次   | 和辻春次   | 和辻春次   | 和辻春次   | 和辻春次   | 和辻春次   |  |  | 和辻春樹 | 和辻春樹 | 和辻春樹 | 和辻春樹 | 和辻春樹 | 和辻春樹 |  |  |             |             |             |             |             |             |  |  |            |            |            |            |            |            |  |  |
|  |  |            |            |            |            |            |            |  |  | みつ     |          |          |          |          |          |  |  |             |             |             |             |             |             |  |  |            |            |            |            |            |            |  |  |
|  |  |            |            |            |            |            |            |  |  |          |          |          |          |          |          |  |  |             |             |             |             |             |             |  |  |            |            |            |            |            |            |  |  |
|  |  |            |            |            |            |            |            |  |  |          |          |          |          |          |          |  |  |             |             |             |             |             |             |  |  |            |            |            |            |            |            |  |  |
|  |  |            |            |            |            |            |            |  |  | 田中文夫 |          |          |          |          |          |  |  |             |             |             |             |             |             |  |  |            |            |            |            |            |            |  |  |

## 業績

### 倫理学
『人間の学としての倫理学』では、西洋哲学の個人主義を批判し、人間という字が本来意味するように、それは間柄的存在であるといい、個人と社会の相互作用が不調に陥ると全体主義・個人主義が台頭すると述べた。
『倫理学』も日本倫理学を打ち立てようとするものだったが途中で破綻し、戦後はあまり注目されなくなった。倫理は「個人意識」ではなく、他者との間の「実験的行為的連関」の中で働いている。「間柄」の中で集団から個人への強制、個人の集団からの自立の往復が倫理を支える原理で、そのバランスがよい状態が行為の善さである。善悪の基準は「人倫的組織」のなかで人々が常識として共有する「行為の仕方」である。その組織は家族、親族、地縁共同体、経済的組織、文化共同体、国家で、それぞれに「行為の仕方」がある。こうした組織を外から「力」によって支えるのが「人倫的組織の人倫的組織」である国家である。「文化共同体」は「言語の共同の範囲」であり、国家もその範囲となる。人倫的組織を「外護」する国家の法を守り従軍義務を果たすのが臣民の義務である。政府が人倫的組織の存続を保証する「正義」（「仁政」）は「国家自身の根本的な行為の仕方」である。問題点も多く、臣民の戦争動員、倫理が国家内部にしか通用しないため国際犯罪が倫理的問題にできないと言う「民族」の範囲の問題や、「間柄」のなかで果たす役割（「資格」）がないと人間がただの物体となってしまうような人間観の問題がある。

### 倫理思想史
『日本倫理思想史』では、古代から明治までの倫理思想を描き出した。倫理学は仏教や朱子学など体系性を持った外来思想であり、中国の思想になってしまうため、倫理思想という言葉で日本の倫理思想史を題材にした。戦前に出版された『尊皇思想とその伝統』を大幅に増補したものであり、和辻の持つナショナリズム、天皇観が現れている。戦後、和辻は象徴天皇制論を発表した。
戦後間もなく刊行した『鎖国 日本の悲劇』では、江戸時代の鎖国により西洋の文物を輸入できなかったために、日本の近代化が遅れたとする。

### 風土
『風土』は欧州留学中、ハイデッガーの『存在と時間』に示唆を受け、時間ではなく空間的に人間考察をおこなったもの。1935年に初刊。第二次世界大戦後に盛んになった日本文化論の先駆的な作品ともいえる。風土をモンスーン（日本も含む）、砂漠、牧場に分け、それぞれの風土と文化、思想の関連を追究した。『風土』の中に見られる「風土が人間に影響する」という思想は、悪しき環境決定論であるという批判や、天皇制肯定論になっているという批判がある。一方でこの風土という考え方こそが、グローバリゼーションの弊害をとどめる積極的な方法論である、とする評価（オギュスタン・ベルク）もある。

## 著作
- 『ニイチェ研究』（内田老鶴圃、1913年、筑摩書房（新編）、1942年）- 権力意思を中心にニーチェを論じる。世界的に見ても先進的な解釈を展開。
- 『ゼエレン・キエルケゴオル』（内田老鶴圃、1915年、筑摩書房（新編）、1947年）- 日本初のキルケゴール研究
- 『偶像再興』（岩波書店、1918年）- 随想、短編論文集
- 『古寺巡礼』（岩波書店、1919年、改稿版1947年）- 飛鳥奈良の仏教美術を紹介し、古寺巡りの先駆となった。
- 『日本古代文化』（岩波書店、1920年、改稿版1942年、新稿版1951年）- 和辻自身が最も愛し、自信を持っていたという。
- 『日本精神史研究』（岩波書店、1926年、改版1970年）- 沙門道元、源氏物語について ほか
- 『原始基督教の文化史的意義』（岩波書店、1926年）
  - 改版『原始キリスト教の文化史的意義』（1971年）
- 『原始佛教の実践哲学』（岩波書店、1927年、改訂版1948年、改版1970年、復刊1986年）
- 『人間の学としての倫理学』（岩波書店、1934年、岩波全書（新編）、1949年、改版1971年、新版1981年）
- 『続 日本精神史研究』（岩波書店、1935年） - 日本の文芸と仏教思想ほか
- 『風土 人間学的考察』（岩波書店、1935年、改版1967年）
- 『カント 実践理性批判』（「大思想文庫18」岩波書店、1935年、復刊1985年）
- 『面とペルソナ』（岩波書店、1937年、復刊1984年）- 随想、短篇論文集
- 『倫理学』（岩波書店（上中下）、1937年 - 1949年／改版（上下）1965年）- 戦後重版に際し一部記述が改稿
- 『人格と人類性』（岩波書店、1938年）
- 『孔子』（「大教育家文庫1」岩波書店、1938年、復刊1984年／植村書店、1948年／角川文庫、1955年）
- 『尊皇思想とその傳統』（岩波書店〈日本倫理思想史 第1卷〉、1943年）
- 『日本の臣道　アメリカの國民性』[23]（筑摩書房、1944年） - 占領期ではGHQ発禁図書に指定
- 『ホメーロス批判』（要書房、1946年）
- 『國民統合の象徴』（勁草書房、1948年）- 皇室論、国体論で「象徴天皇制」を擁護
- 『ポリス的人間の倫理学』（白日書院、1948年、岩波書店、1971年）
  - 『ギリシア倫理学史』（要書房〈要選書〉、1951年）
- 『ケーベル先生』（弘文堂〈アテネ文庫〉、1948年）- 小冊子
- 『イタリア古寺巡礼』（要書房、1950年、角川文庫[24]、1956年）- 1920年代半ばの欧州留学先からの手紙を元にした。
- 『鎖國 日本の悲劇』（筑摩書房、1950年、筑摩叢書、1964年）- 後者は現行かな表記・電子書籍で再刊
- 『近代歴史哲学の先駆者』（弘文堂〈アテネ新書〉、1950年）- ヴィーコの先駆的紹介
- 『埋もれた日本』 （新潮社、1951年）- 戦後に「新潮」等に寄稿した随想や追悼記
- 『日本倫理思想史』（岩波書店（上下）、1952年、改訂版1959年、復刊1986年ほか） - 武士道等の論文集
- 『日本藝術史研究 歌舞伎と操浄瑠璃』（岩波書店、1955年、改版1971年、再版1979年）
- 『桂離宮 製作過程の考察』（中央公論社、1955年）- 写真渡辺義雄
  - 『桂離宮 様式の背後を探る』（新書判：中央公論社、1958年）- 建築史家太田博太郎に考証の誤りを指摘され大幅に書き換えた
- 『自叙傳の試み』（中央公論社、1961年）-「中央公論」に連載。一高時代までの未完作
- 『故国の妻へ』（角川書店、1965年）
  - 『妻 和辻照への手紙』（講談社学術文庫（上下）、1977年）
- 『黄道』（角川書店、1965年）- 晩年の随想、短編論考
- 『初旅の記』（新潮社、1972年）- 若き日の日記など
- 『仏教倫理思想史』（岩波書店、1985年）-「全集19」の単行版
- 『沙門道元』（隆文館「現代仏教名著全集」[25]、1987年）

### 全集
- 『和辻哲郎全集』（岩波書店 全20巻、1961-1963年）- 現行での仮名表記
　第二次（1976年-1978年）、最終20巻目のみ増補、冊子判の「全集補遺」も同時刊行
  - 増補版（全25巻・別巻2、1989-1992年）- 生誕100年を期に刊行、新たに小篇・書簡集・ノート等を収録

1. ニイチェ研究、ゼエレン・キェルケゴオル（金子武蔵解説）
2. 古寺巡礼、桂離宮、人物埴輪の眼、麦積山塑像の示唆するもの（谷川徹三解説）
3. 日本古代文化、埋もれた日本（古川哲史解説）
4. 日本精神史研究、続 日本精神史研究（古川哲史解説）
5. 原始仏教の実践哲学、仏教哲学の最初の展開（中村元解説）
6. ケーベル先生、ホメーロス批判、孔子、近代歴史哲学の先駆者（古川哲史解説）
7. 原始キリスト教の文化的意義、ポリス的人間の倫理学（金子武蔵解説）
8. 風土、イタリア古寺巡礼（谷川徹三解説）
9. 人間の学としての倫理学、カント 実践理性批判、人格と人類性（金子武蔵解説）
10. 倫理学（上）
11. 倫理学（下）（金子武蔵解説）
12. 日本倫理思想史（上）
13. 日本倫理思想史（下）（古川哲史解説）
14. 尊皇思想とその伝統、日本の臣道、国民統合の象徴（古川哲史解説）
15. 鎖国（古川哲史解説）
16. 歌舞伎と操り浄瑠璃（古川哲史解説）
17. 偶像再興、面とペルソナ、アメリカの国民性（古川哲史解説）
18. 自叙伝の試み（安倍能成解説）
19. 仏教倫理思想史（中村元解説）
20. - 24. 各・小篇 全5巻

25. 書簡（18歳より、没時の71歳までの書簡）
別巻1（資料「講義ノート」）
別巻2（講演筆記  未定稿  断片・メモ  公文書等  補遺）
選集
- 『昭和文學全集50 和辻哲郎集』（古川哲史解説、角川書店、1954年）
- 『現代知性全集36 和辻哲郎集』（日本書房、1961年）
  - 復刻版『日本人の知性5 和辻哲郎』（学術出版会、2010年）
- 『現代日本思想大系28 和辻哲郎』（唐木順三編[26]、筑摩書房、1963年）
- 『近代日本思想大系25 和辻哲郎集』（梅原猛編、筑摩書房、1974年）
- 『京都哲学撰書 第8巻 人間存在の倫理学』（米谷匡史編・解説、燈影舎（一燈園）、2000年）
- 『京都哲学撰書 第24巻 新編 日本精神史研究』（藤田正勝編・解説、燈影舎、2002年）
- 『和辻哲郎仏教哲学読本 1・2』（書肆心水、2011年）
- 『和辻哲郎日本古代文化論集成』（書肆心水、2012年）

### 文庫・選書判
- 『古寺巡礼』（岩波文庫※、1979年、改版2009年、ワイド版1991年、改版2010年）
- 『風土 人間学的考察』（岩波文庫※、1979年、改版2010年、ワイド版1991年）
- 『埋もれた日本』（新潮文庫※、1980年）
- 『鎖国 日本の悲劇』（岩波文庫（上・下）、1982年）
- 『孔子』（岩波文庫、1988年、ワイド版1994年）
- 『イタリア古寺巡礼』（岩波文庫、1991年）
- 『日本精神史研究』（岩波文庫、1992年、ワイド版2005年）
- 『和辻哲郎随筆集』（岩波文庫、1995年）- 坂部恵編・解説
- 『倫理学』（岩波文庫（全4巻）、2007年）- 熊野純彦注・解説
- 『人間の学としての倫理学』（岩波文庫、2007年）
- 『日本倫理思想史』（岩波文庫（全4巻）、2011-2012年）- 木村純二注・解説
- 『道元』（河出文庫※、2011年）
- 『偶像再興・面とペルソナ 和辻哲郎感想集』（講談社文芸文庫、2007年）
- 『初版 古寺巡礼』（ちくま学芸文庫、2012年） - 衣笠正晃解説
- 『初稿 倫理学』（ちくま学芸文庫、2017年） - 苅部直編・解説
- 『桂離宮 様式の背後を探る』（中公文庫、1991年、改版2011年）
- 『自叙伝の試み』（中公文庫、1992年）
- 『日本語と哲学の問題』（景文館書店、2016年）- 小冊子
- 『新編 国民統合の象徴』（中公クラシックス※、2019年）- 苅部直解説、佐々木惣一との国体論争も収録

※は電子書籍化、大半はAmazon kindle 他で電子出版
翻訳・校訂
- バーナード・ショー『恋をあさる人』（現代社、1913年）
- 『ニイチエ書簡集』（岩波書店、1917年）
- カアル・ラムプレヒト『近代歴史学』（岩波書店、1919年）
- サミュエル・H・ブチァー『希臘天才の諸相』（田中秀央共訳、岩波書店、1923年）
  - 『ギリシア精神の様相』田中・寿岳文章共訳、岩波文庫、1940年 - 度々復刊
- 『ストリントベルク全集 第2 或魂の発展』岩波書店、1924年
- 『ストリントベルク全集 第4 痴人の告白』林達夫共訳、岩波書店、1924年
- ニーチェ『愛する人々へ 書簡集』 手塚富雄共訳、要書房「要選書」、1950年
- 『正法眼蔵随聞記』懐奘編、岩波文庫、1929年、改版（中村元補訂）、1982年
- 『葉隠』 古川哲史共校訂、岩波文庫（上中下）、1940年 - 度々再版

## 関連文献
夫人・友人らによる回想、伝記、対談
- 『和辻哲郎の思ひ出』 和辻照編[27]、岩波書店 1963年。前年に私家版刊
- 和辻照『和辻哲郎とともに』新潮社 1966年、再版1976年
- 高坂正顕『西田幾多郎と和辻哲郎』新潮社 1964年
- 『和辻哲郎座談』中公文庫※、2020年。苅部直解説、対話5編・座談5編の計10編

弟子たちの研究、伝記
- 吉沢伝三郎『和辻哲郎の面目』 筑摩書房 1994年／平凡社ライブラリー 2006年
- 湯浅泰雄『和辻哲郎』 ミネルヴァ書房 1981年／ちくま学芸文庫 1995年
  - 『和辻哲郎研究 湯浅泰雄全集13 日本哲学・思想史VI』 白亜書房 2008年（のちBNP）
- 『和辻哲郎　人と思想』 湯浅泰雄編、三一書房 1973年。討論＋論集
- 勝部真長『和辻倫理学ノート』 東京書籍〈東書選書〉 1979年
- 勝部真長『若き日の和辻哲郎』 中公新書 1987年／PHP文庫 1995年

### 近年刊行の研究書
- 熊野純彦『和辻哲郎－文人哲学者の軌跡』 岩波新書 2009年
- 苅部直『光の領国 和辻哲郎』 創文社〈現代自由学芸叢書〉 1995年／岩波現代文庫 2010年
- 宮川敬之『和辻哲郎－人格から間柄へ 〈再発見日本の哲学〉』 講談社 2008年／講談社学術文庫 2015年
- 坂部恵『和辻哲郎－異文化共生の形』 岩波書店〈20世紀の思想家〉 1986年／岩波現代文庫 2001年
- 小牧治『和辻哲郎  人と思想』 清水書院〈Century books〉 1986年、新装版2015年。入門書（新書判）
- 小堀桂一郎『和辻哲郎と昭和の悲劇』 PHP新書、2017年。副題「伝統精神の破壊に立ちはだかった知の巨人」
- 三嶋輝夫『和辻哲郎－建築と風土』 ちくま新書、2022年
- 子安宣邦『和辻倫理学を読む』 青土社 2010年
- 牧野英二『和辻哲郎の書き込みを見よ！ 和辻倫理学の今日的意義』 法政大学出版局　2009年、増補版2010年

「蔵書」書き込みの調査・検証で、前者は生誕120年記念企画展の「解説・図録」
- 市倉宏祐『和辻哲郎の視圏』 春秋社 2005年
- 仲正昌樹『〈日本哲学〉入門講義 西田幾多郎と和辻哲郎』 作品社 2015年
- 『和辻哲郎の人文学』 木村純二・吉田真樹 編、ナカニシヤ出版 2021年
- 犬飼裕一『和辻哲郎の社会学』 八千代出版、2016年
- 飯嶋裕治『和辻哲郎の解釈学的倫理学』 東京大学出版会 2019年
- ハンス・リーダーバッハ『ハイデガーと和辻哲郎』 平田裕之訳、新書館 2006年
- 荘子邦雄『和辻哲郎の実像』 良書普及会 1998年
- 『甦る和辻哲郎』 佐藤康邦、清水正之、田中久文、〈叢書倫理学のフロンティア5〉ナカニシヤ出版 1999年
- 根来司『和辻哲郎－国語国文学への示唆』 有精堂出版 1990年
- 津田雅夫『和辻哲郎研究－解釈学・国民道徳・社会主義』（青木書店 2001年、増補版2014年）
- 「第4章　大正教養派のイタリア―写真で見た名画 和辻哲郎」末永航 -『イタリア、旅する心－大正教養世代のみた都市と文化』より（青弓社、2005年）
- 「第7章　和辻哲郎『風土』成立の時空と欧州航路」稲賀繁美 -『欧州航路の文化誌』より（橋本順光・鈴木禎宏編、青弓社、2017年）
- 『理想　No.677号　特集和辻哲郎』（理想社 2006年）
- 「和辻哲郎と濱田義文」（笠原賢介「法政哲学」 2005年）